# بو
رایحه یا عطر یا بو را که توسط یک یا چند ترکیب شیمیایی فرار ایجاد می‌شود را بو می‌گویند و به‌طور کلی دارای غلظت بسیار کم است، که انسان‌ها یا حیوانات دیگر توسط حس بویایی
حس می‌کنند. بو نیز به‌طور معمول به نام بوی خوشایند و ناخوشایند تقسیم‌بندی می‌شود.

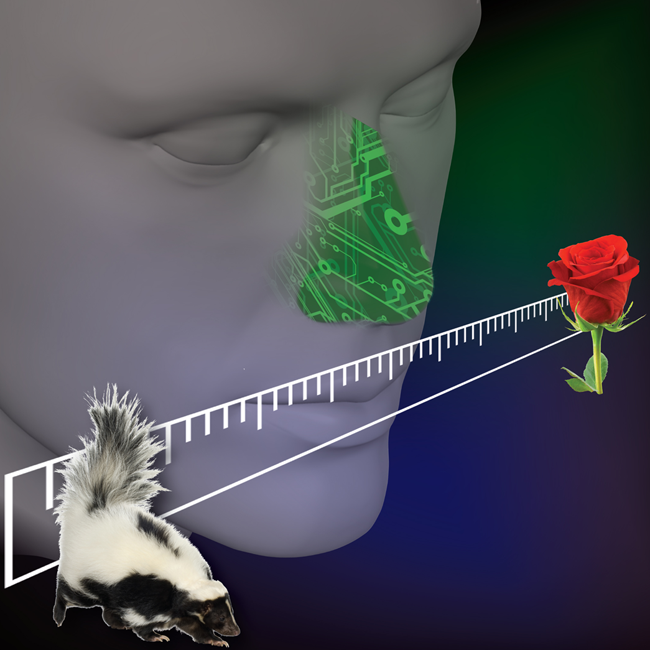